# کونیکو
کونیکو (به ایتالیایی: Cunico) یک کومونه در ایتالیا است که در استان آسته واقع شده‌است.

## خصوصیات
کونیکو ۶٫۹ کیلومترمربع مساحت و ۴۹۶ نفر جمعیت دارد.